# Bracon ecrocafus
Bracon ecrocafus är en stekelart som beskrevs av Ludwig Schnee. Bracon ecrocafus ingår i släktet Bracon och familjen bracksteklar. Inga underarter finns listade.